# El tiempo vencido por el amor, la belleza y la esperanza
El tiempo vencido por el amor, la belleza y la esperanza (también Alegoría del Tiempo y la Belleza) es un cuadro del pintor Simon Vouet, realizado en 1627, que se encuentra en el Museo del Prado. El museo lo adquirió en Londres en 1954.

## El tema
El titán Crono es personificado como el inexorable Tiempo que todo lo devora, sólo en ocasiones detenido o vencido por el Amor, la Belleza y la Esperanza. La alegoría es mostrada de una forma algo cómica y jovial.

## Descripción de la obra
El Tiempo, con la guadaña de la muerte y reloj de arena, es derribado por la Belleza y la Esperanza, a las que ayudan algunos amorcillos que atacan al anciano en el suelo, de manera graciosa, mordiendo y desplumando sus alas. Una corona de flores identifica a la Esperanza, mientras que la Belleza, para la que supuestamente Vouet utilizó como modelo a su esposa, Virginia da Vezzo, le arranca algunos cabellos.

## Una obra relacionada:Niña con paloma
En 2018 el Prado ha adquirido una obra inédita de Vouet, que se supone relacionada con esta alegoría. Retrato de niña con paloma muestra a una jovencita, de unos diez años de edad, cuyas facciones parecen coincidir con las de la figura de la Belleza. Este pequeño lienzo, procedente de una colección particular radicada en España, costó 200.000 euros; suma que fue reunida mediante una campaña de micromecenazgo, la primera promovida por el Prado en un siglo.